# ЛАЗ Е301
ЛАЗ Е301 (также ЭлектроЛАЗ-20) — украинский низкопольный троллейбус, сочленённый вариант троллейбуса ЛАЗ Е183. Выпускался с 2006 по 2013 год, в настоящее время выпуск прекращён. Первая машина поступила в Киев, в троллейбусное депо №2 12 октября 2006 года и получила бортовой номер 2602 (2601 — одиночный троллейбус Киев-12.04, единственный в Киеве). В данный момент такие машины находятся в Киеве, Харькове, Донецке и Кременчуге.
Главными проблемами этих троллейбусов стали громкие тормозные реостаты, которые издают при торможении высокочастотный писк. Но в большинстве эта проблема уже значительно ослаблена (писк стал тише, хоть и присутствует), а некоторые самые новые реостаты не пищат вовсе, а шипят наподобие работы пневматики с негромким звучанием. Также в некоторых троллейбусах выявлены уязвимые места в виде вентиляционных люков, через которые (естественно закрытые) во время дождя в салон поступает вода. Стоит отметить громкую работу пневматики дверей на отдельных экземплярах и скрипение «гармошки» (но это уже не по вине изготовителя, а по вине депо, где узлы сочленения вовремя не смазывают). Вентиляция предусмотрена принудительного типа (вдув воздуха в салон вентиляторами в «тарелках») и выход воздуха через форточки окон. К проблемам также можно отнести то, что со временем силовой каркас в районе узла сочленения начинает ржаветь, из за чего он лопается, и задняя секция падает на асфальт задним свесом. Это также стало причиной отстранении машин от эксплуатации, впоследствии — отправкой в «транспортный могильник» Киева бывший Автобусный парк № 7. Сейчас троллейбусов этой модели в Киеве очень мало ,  в первом тролейбусном депо Киева их стало всего 3 (борт 1602 (излом кузовного каркаса. 14.06.24 , отставлен) ,1606,1609 ,1613)
Благодаря государственной программе обновления подвижного состава общественного транспорта в городах, принимающих Евро 2012, начаты поставки ЛАЗ Е301. В Харьков новые троллейбусы данной модели начали поступать в январе 2011 года (суммарно поступили 52 экземпляра), в Донецк — в апреле 2011 года и в начале 2014 года (суммарно поступили 29 экземпляров). В течение 2012 года 18 троллейбусов поставлено в Киев, а в ноябре 3 машины поступили в Кременчуг, став первыми новыми сочленёнными троллейбусами после 16-летнего перерыва.